# Sandro Platzgummer
Sandro Platzgummer (* 10. März 1997 in Innsbruck) ist ein österreichischer American-Football-Spieler auf der Position des Runningbacks. Er steht aktuell bei den Frankfurt Galaxy in der ELF unter Vertrag.

## Werdegang

### Beginn in Innsbruck
Platzgummer, der in Innsbruck geboren und aufgewachsen ist, war, laut eigener Aussage, als Kind hyperaktiv. Deshalb begann er früh mit Fußball und Turnen. Letztendlich gefiel ihm jedoch American Football am besten. Er kam gemeinsam mit seinem Bruder Adrian, durch deren Vater mit dem Football-Sport in Berührung und begann schon im Alter von 6 Jahren im Nachwuchsprogramm der Swarco Raiders Tirol Football zu spielen.
Platzgummer durchlief sämtliche Jugendmannschaften der Raiders Tirol und gewann sämtliche erreichbare Titel. Im Jahr 2015 debütierte er in der ersten Mannschaft der Raiders und wird zum Austrian Football League „Youngstar of the year“ gewählt. In der Folge gewann er auch im Erwachsenenbereich sämtliche Football-Titel, die man in Österreich gewinnen kann. Im Jahr 2019 blieb die Mannschaft ungeschlagen.
Auch im österreichischen Nationalteam, sowohl bei den Junioren als auch den Herren, war Platzgummer Stammspieler, solange er in Österreich gespielt hat. Bei der Europameisterschaft 2018 erreichte das österreichische Team das Finale, verlor dieses jedoch gegen Frankreich.

### IPP and New York Giants
Im Jahr 2019 wurde Platzgummer eingeladen, am International Player Pathway Program der NFL teilzunehmen und wurde für die Saison 2020 durch eine Sonderregelung in den Practice Squad der New York Giants aufgenommen. Damit war Platzgummer der erste österreichische Feldspieler, der bei einem NFL-Team unter Vertrag stand. Platzgummer wurde aber 2020 nicht in den 53 Spieler großen Hauptkader befördert und bestritt folglich keine Spiele.
Im April 2021 gaben die New York Giants bekannt, Platzgummer als regulären Spieler unter Vertrag zu nehmen. In einem Vorbereitungsspiel gegen die New York Jets machte er durch einen Lauf über 48 Yard auf sich aufmerksam. Trotzdem wurde er wieder entlassen und verbrachte wie schon 2020 die ganze Saison im Practice Squad der Giants. Auch in der Saison 2022 verblieb Platzgummer im Practice Squad der Giants. Ende Januar 2023 erklärte Platzgummer, seine Zeit bei den Giants sei beendet.
Neben dem Sport führte er sein Medizinstudium im Innsbruck online weiter und legte Prüfungen bei Heimaturlauben ab.

### Rückkehr nach Innsbruck
Im April 2023 wurde Platzgummer als Rückkehrer bei den Raiders Tirol vorgestellt, die inzwischen eine Mannschaft in der European League of Football (ELF) stellt. Bei den Raiders verletzte sich Platzgummer in seinem dritten Spiel schwer und musste die gesamte Saison aussetzen. Zudem war Platzgummer Teil der ELF-Dokumentation "Beyond the Huddle".

### Wechsel nach Frankfurt
Im Februar 2024 wechselte Platzgummer von Tirol zum Konkurrenten Frankfurt Galaxy. Laut Platzgummer sei dies vorteilhaft für seine Karriere als Arzt und er könne gleichzeitig auf höchstem Niveau in Europa Football spielen.